# 梅福

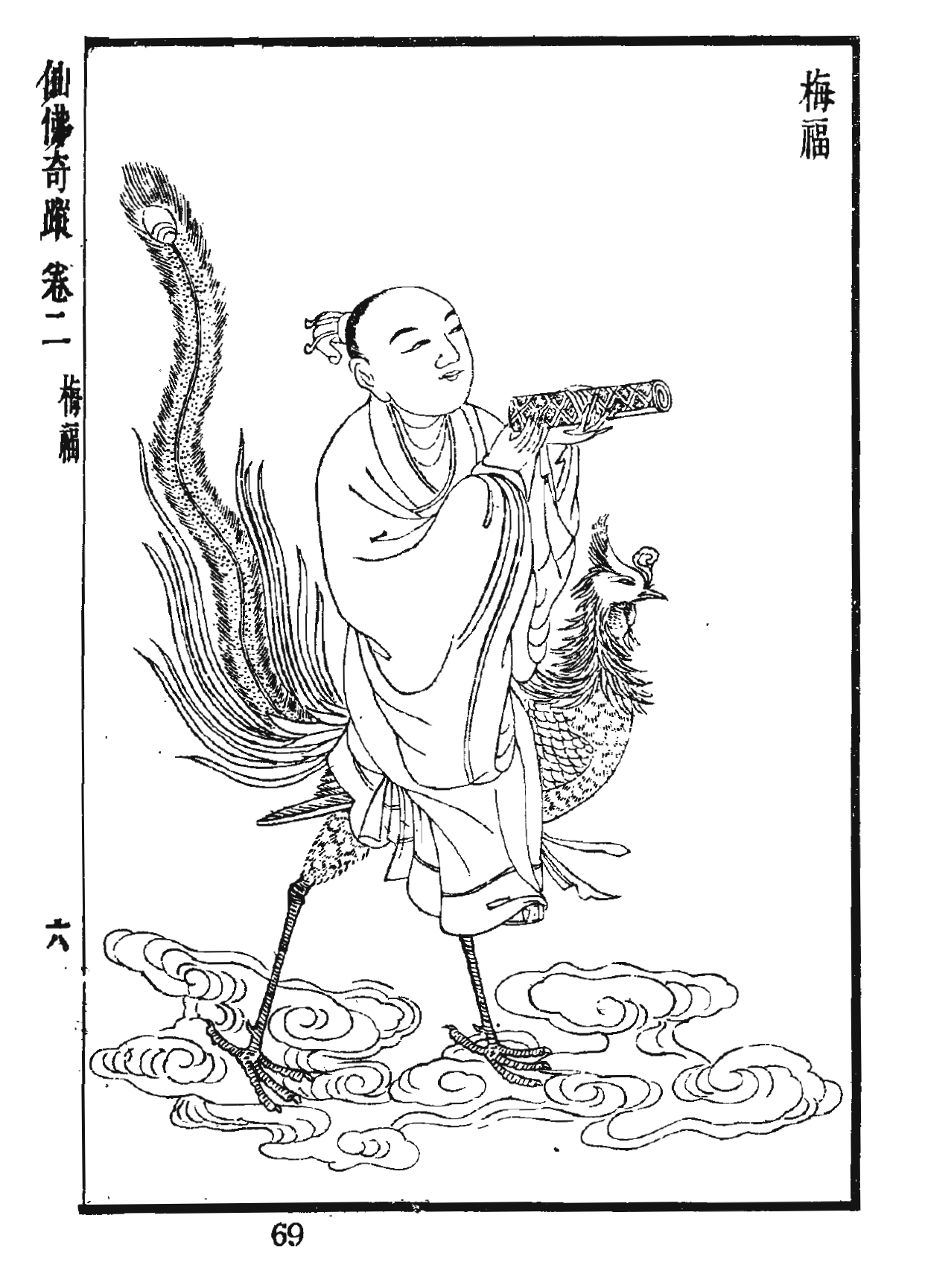
梅福

梅 福（ばい ふく、生没年不詳）は、前漢後期の人物。字は子真。九江郡寿春県の人。

## 略歴
若くして長安で学び、『書経』・『春秋穀梁伝』に通じた。郡の文学となり、南昌県尉となった。その後辞職して寿春に帰っていたが、そこから緊急の件を上書した。
当時、成帝は政治を大将軍王鳳に任せており、王鳳は権力を独占していた。京兆尹王章は王鳳を排除しようとしたが反対に王鳳に殺された。梅福は漢の社稷を危うくしたのはいずれも外戚の家であるから、外戚に良い学問の師を付け、忠孝の道を教えてやるべきであると上書したが、成帝はその言を採用しなかった。
更に、梅福は、成帝が子宝に恵まれないのを見て、古の王朝の末裔を立て、孔子の子孫を殷の末裔とすれば子宝に恵まれる、と考えた。そこで、孔子の先祖は宋の人であり、殷の末裔であると述べ、孔子は聖人であるのに廟は故郷にしかなく、子孫も一般人と変わらない待遇であることを批判し、素王である孔子の子孫を殷の末裔として立てるべきことを上書した。しかし梅福は後ろ盾もなく、王氏を批判していたためこれも受け入れられずに終わった。
しかし、先に匡衡が「孔子は殷の湯王の子孫であり、いまや嫡統が分からなくなっている宋の子孫よりも、孔子の子孫を殷の末裔として立てるべきである」と建言していた。その当時は経書に典拠が無いことを理由に取り上げられなかったが、梅福の上書の後、綏和元年（紀元前8年）になり、孔子の子孫である孔何斉が殷の末裔として殷紹嘉侯（後に侯から公となる）に封じられた。
梅福は王莽が政治を壟断するようになると妻子を捨て、九江を離れて仙人になったとされる。